# Ancyloscelis nigricornis
Ancyloscelis nigricornis là một loài Hymenoptera trong họ Apidae. Loài này được Rodriguez & Roig-Alsina mô tả khoa học năm 2004.